# Communauté rurale de Ségré Gatta
La communauté rurale de Ségré Gatta est une communauté rurale du Sénégal située au centre du pays. 
Créée en 2011, elle fait partie de l'arrondissement de Mabo, du département de Birkelane et de la région de Kaffrine.
Son chef-lieu est le village centre de Ségré Gatta.